# Иениш, Николай Викторович
Никола́й Ви́кторович Иениш (11 октября 1880 — 15 июня 1966, Ницца) — русский морской офицер, капитан 2-го ранга, участник обороны Порт-Артура, художник, автор воспоминаний.

## Биография
Юнга корвета «Витязь» во время кругосветного плавания 1886—1889 гг. После похода на «Витязе» окончил Морской кадетский корпус и в 1899 г. произведён в мичманы. Окончил Минный офицерский класс и зачислен в минные офицеры 2 разряда. В 1901—1902 гг. в заграничном плавании на мореходной канонерской лодке «Терец». Лейтенант (06.12.1903). На броненосце "Петропавловск" (мл. мин. офицер 1903 - 31.03.1904). Спасён после гибели "Петропавловска" (31.03.1904). 12 апреля 1904 г. назначен в распоряжение Коменданта крепости Порт-Артур (в Штабе крепости для тех. связи с флотом, зав. установкой освещения фронта), затем Флаг. мин. офицер 1-го отряда эскадренных миноносцев (май-июнь 1904 - 28.07.1904, на миноносце "Беспощадном"). Интернирован на нём в Циндао после боя 28.07.1904 г. в Жёлтом море с японским флотом.
В запасе флота по Петербургскому уезду (с 20.02.1906). Закончил Академию художеств, стал художником и архитектором.
Во время 1-й Мировой войны ио нач. дивизиона заградителей и зав. делами мин. заграждений в Чёрном море (30.07.1915, утв. 05.10.1915 - 1917), одновременно (11.08.1917 - 17.09.1917) врио нач. Отрядов и средств борьбы с подводными лодками. Капитан 2-го ранга за отличие (28.07.1917).
Во время Гражданской войны воевал на стороне белых в Чёрном море, командовал бригадой траления Черноморского флота. В составе русской эскадры ушёл в Бизерт.
В эмиграции во Франции. Жил в Вансе (департамент Приморские Альпы). Деятель военно-морских организаций. Занимался историей русского морского флота. Скончался 15.06.1966 г. в Ницце. Похоронен на кладбище Кокад.

## Награды
Российской империи:
- Орден Святого Станислава 3-й степени (1902)
- Орден Святой Анны 3-й степени с мечами и бантом (18.05.1904) , Приказом Наместника Е.И.В. на Дальнем Востоке № 432 от 18.05.1904 г.               "За распорядительность и самоотвержение, проявленыя 31-го марта сего года в бою под Порт Артуром."
- Орден Святого Станислава 2-й степени с мечами (12.12.1905)
- Орден Святой Анны 2-й степени с мечами (15.02.1916)